# Henning Adam von Bassewitz
Henning Adam Freiherr von Bassewitz  (* 15. November (auch 5. November) 1731 in Lühburg; † 17. Dezember 1770 in Regensburg) war Braunschweig-Wolfenbüttelscher und Lüneburgischer Geheimrat, Gesandter und Oberkämmer sowie Ansbach-Bayreuthischer Geheimrat.

## Leben
Er entstammte der wendischen, heute gräflichen, Linie der alten mecklenburgischen Familie Bassewitz. (andere Namensformen:Bahsewiz, Bahsewitz, Basewitz, Bahßevitz). Seine Eltern waren der Konferenzrat Ludolph Friedrich von Bassewitz und die Sibilla von Bassewitz, eine Tochter des Philipp Cuno von Bassewitz. Seine Brüder waren Philipp Cuno Christian von Bassewitz und Joachim Ludolf von Bassewitz. Verheiratet war er mit Conradine Luise Freiin von von der Osten. Er besaß die mecklenburgischen Güter Duckwitz, Woltow, Kowalz und Repnitz.
1746 besuchte er das Collegium Carolinum in Braunschweig. 1751 wurde er Hofjunker in Schwerin. Karl I. (Braunschweig-Wolfenbüttel) ernannte ihn später zum Kammerherrn. Im Jahre 1752 übersetzte er den „Kaufmann von London“ von George Lillo aus dem Englischen, im Jahre 1753 das Buch „Le prix de silence“ von Louis de Boissy aus dem Französischen. Im gleichen Jahr wurde er „zweiter Leutnant bei der Garde“. Im Jahre 1755 war er Mitunterzeichner des Landesgrundgesetzlicher Erbvergleiches in Mecklenburg. Unter dem Pseudonym Gerdt von Cölln erschien 1768 eine Polemik gegen ihn „Der freymüthige Edelmann in Mecklenburg“, auf die er die Gegenpolemik „Gerdt von Cölln an den Verfasser der Anmerkungen über den freymüthigen Edelmann“ verfasste.

### Gesandter am Reichstag in Regensburg
Nach 1766 bekleidete Bassewitz die Stelle eines „Reichstäglichen Ministers“. und wurde an den Reichstag in Regensburg entsandt, wo er folgende Vertretungen übernahm:
- 1766–1770 für Braunschweig Wolfenbüttel als Gesandter ad Interim,
- 1767–1770 für Sachsen-Gotha-Altenburg und für Sachsen Weimar Eisenach als substituierter Gesandter
- 1768–1769 für Württemberg als Komitialgesandter ad interim.

Sein Tod in Regensburg ist im Begräbnisverzeichnis für den Gesandtenfriedhof in Regensburg dokumentiert, jedoch ist der genaue Begräbnisort auf dem Friedhof nicht bekannt und eine Grabplatte ist nicht erhalten.